# Vladimir Artemov
Pour les articles homonymes, voir Artemov.
Vladimir Nikolaïevitch Artemov (en russe : Владимир Николаевич Артёмов) est un gymnaste soviétique, champion olympique à plusieurs reprises.

## Palmarès

### Jeux olympiques
- Séoul 1988
  -  médaille d'or par équipes
  -  médaille d'or au concours général individuel
  -  médaille d'or aux barres parallèles
  -  médaille d'or à la barre fixe
  -  médaille d'argent au sol

### Championnats du monde
- Budapest 1983
  -  médaille d'or aux barres parallèles
  -  médaille d'argent par équipes

- Montréal 1985
  -  médaille d'or par équipes
  -  médaille d'argent au concours général individuel

- Rotterdam 1987
  -  médaille d'or par équipes
  -  médaille d'or aux barres parallèles
  -  médaille d'argent au sol
  -  médaille de bronze au concours général individuel

- Stuttgart 1989
  -  médaille d'or par équipes
  -  médaille d'or aux barres parallèles
  -  médaille d'argent au sol
  -  médaille d'argent à la barre fixe
  -  médaille de bronze au saut de cheval